# Marsel

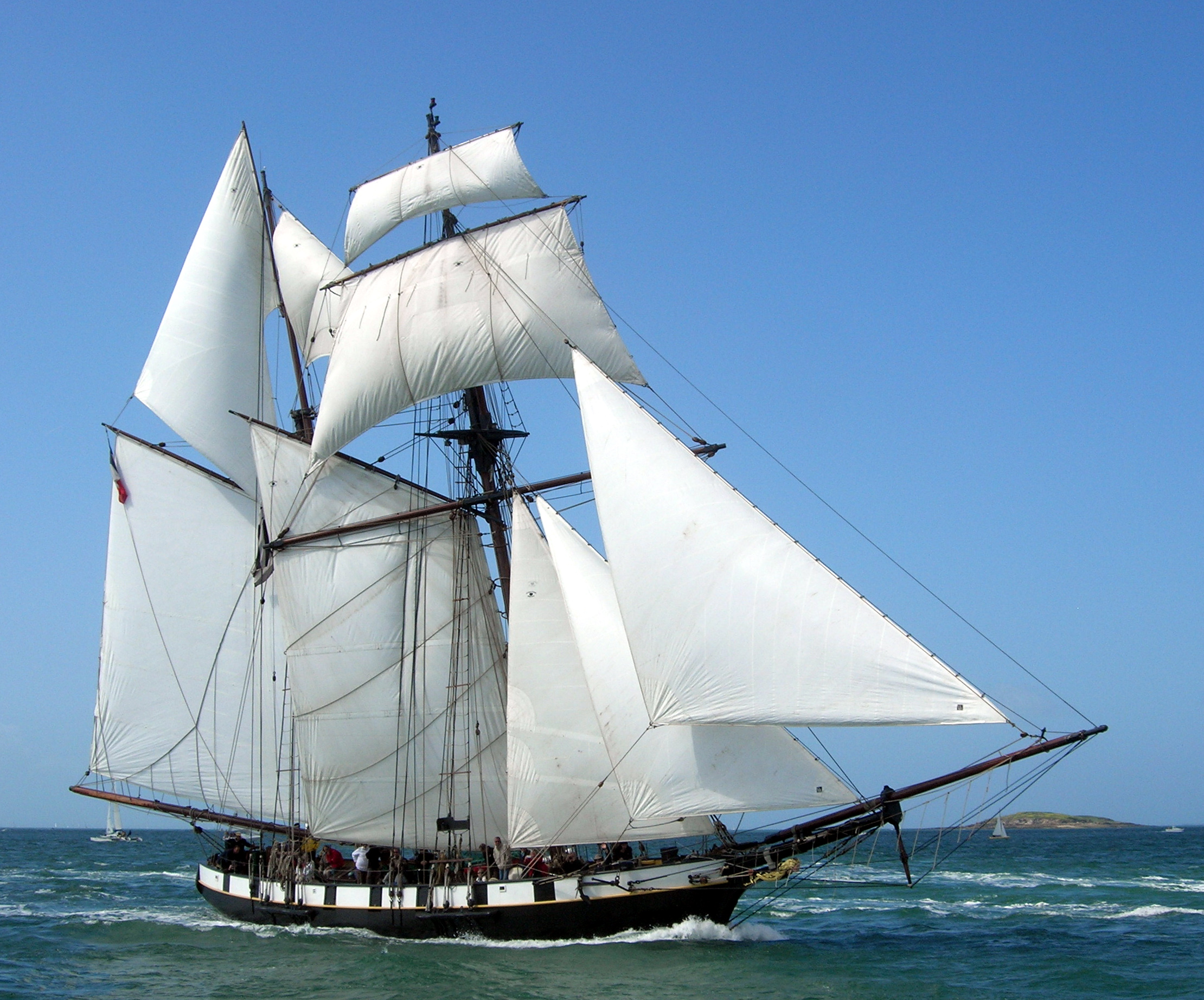
Szkuner „La Recouvrance” z dwoma rejowymi grotmarslami

Marsel lub marsżagiel (ang. topsail) – prostokątny żagiel rejowy (zawieszany na marsrei), pomiędzy marsem, a bramsalingiem.
Jeśli znajdują się tam dwa żagle, to nazywane są marslem dolnym i marslem górnym. W zależności zaś od masztu, na którym żagiel jest podniesiony, otrzymuje on także nazwę tego masztu, np. foka czy grota, i wówczas pełna nazwa brzmi fokmarsel dolny, grotmarsel górny itd.